# Wissadula pavonii
Wissadula pavonii är en malvaväxtart som beskrevs av Bénédict Pierre Georges Hochreutiner. Wissadula pavonii ingår i släktet Wissadula och familjen malvaväxter. Inga underarter finns listade i Catalogue of Life.